# Deportivo Universidad Centroamericana
El Deportivo Universidad Centroamericana es un equipo de fútbol de Nicaragua que juega en la Liga Interregional de Managua, una de las ligas que conforman la cuarta categoría de fútbol en el país.

## Historia
Fue fundado en el año 1950 en la capital Managua y es el equipo que representa a la Universidad Centroamericana en fútbol en Nicaragua y cuenta también con una sección en fútbol femenil.
El club ha sido campeón de la Primera División de Nicaragua en 4 ocasiones, aunque no juega en la máxima categoría desde la década de los años 1980s.
A nivel internacional ha participado en tres torneos continentales, el primero en la Copa de Campeones de la Concacaf 1969, donde fue eliminado en la primera ronda por el CSD Comunicaciones de Guatemala.

## Palmarés
- Primera División de Nicaragua: 4

1968, 1975, 1976, 1977

## Participación en competiciones de la Concacaf
| Temporada | Torneo                           | Ronda | Club               | Casa | Visita | Global |
| --------- | -------------------------------- | ----- | ------------------ | ---- | ------ | ------ |
| 1969      | Copa de Campeones de la Concacaf | 1     | CSD Comunicaciones | 1-1  | 0-3    | 1-4    |
| 1974      | Copa de Campeones de la Concacaf | 1     | Alianza FC         | 0-1  | 0-5    | 0-6    |
| 1978      | Copa de Campeones de la Concacaf | 1     | CSD Municipal      | 0-3  | 1-5    | 1-8    |